# Karl-Axel Bladh

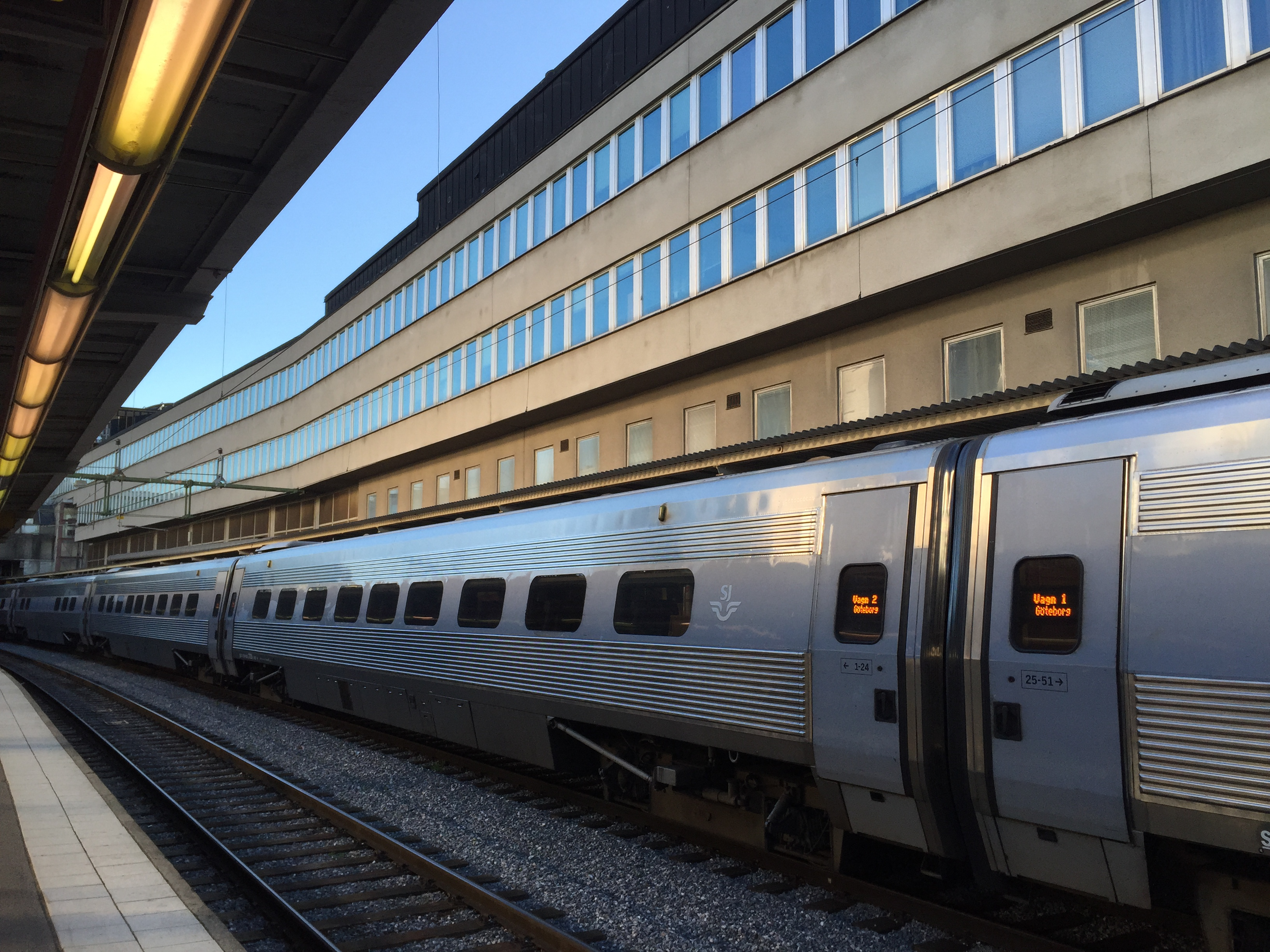
Tillbyggnad vid Stockholms Centralstation.

Karl-Axel Bladh, född 8 juli 1920 i Linköping , död 25 februari 2003 i Lackalänga-Stävie församling, Skåne län, var en svensk arkitekt.
Han erhöll Kungliga Konsthögskolans resestipendium 1949.
Från 1956 fram till dess avveckling 1986 var Bladh chefsarkitekt vid Statens Järnvägars arkitektkontor. Härigenom medverkade han bland annat till ombyggnaden av Stockholms Centralstation och T-centralen. Han stod även bakom centrumanläggningen Tippens centrum i Saltsjöbaden som stod färdig 1969.